# 马策拉特
马策拉特是德国莱茵兰-普法尔茨州的一个市镇。总面积4.31平方公里，总人口57人，其中男性28人，女性29人（2011年12月31日），人口密度13人/平方公里。